# جورج تاكانو
جورج تاكانو (باليابانية: ジョージ高野؛ بالكانا: ジョージたかの) هو ريكيشي ‏ ياباني، ولد في 23 يونيو 1958 في كيتاكيوشو في اليابان.

## روابط خارجية
- جورج تاكانو على موقع CageMatch worker (الإنجليزية)